# Dvärgäggsvamp
Dvärgäggsvamp (Bovista limosa) är en svampart som beskrevs av Rostr. 1894. Enligt Catalogue of Life ingår Dvärgäggsvamp i släktet äggsvampar,  och familjen Agaricaceae, men enligt Dyntaxa är tillhörigheten istället släktet äggsvampar,  och familjen röksvampar. Arten är reproducerande i Sverige. Inga underarter finns listade i Catalogue of Life.